# شبح خبیث (فیلم)
شبح خبیث (به انگلیسی: Painted Skin) با عنوان اصلی پوست رنگ شده نام یک فیلم سینمایی چینی_هنگ کنگی در ژانر دلهره‌آور و ترسناک محصول سال ۲۰۰۸ به کارگردانی گوردون چان است.
بازیگران اصلی این فیلم دانی ین، چن کوئن، ژو ژان، جائو وی، سون لی و چی یووو هستند.

## خلاصه داستان
داستان بر این قرار است که یک زن خون‌آشام مانند که دارای صفات شیطانی است، پوست و قلب معشوقش را از جا می‌کند…

## مشروح داستان
داستان فیلم در اواخر دودمان چین شی یا اوایل دودمان هان روی می‌دهد. در بیابان، ژنرال «وانگ شنگ» به همراه سربازانش به اردوگاه «شیونگ‌نو»ها حمله می‌کند، جایی که به‌طور اتفاقی با دختری به نام «شیائووی» برخورد می‌کند و او را با خود به خانه می‌برد. اما شیائووی در واقع یک هولی‌جینگ (روح روباه) است که برای حفظ زیبایی و جوانی‌اش از دل انسان‌ها تغذیه می‌کند. او به وانگ دل می‌بازد، ولی وانگ همسر وفاداری به نام «پِی‌رونگ» دارد، و همین آغاز دردسرهاست.
در کنار این مثلث عشقی، مثلث دیگری نیز میان وانگ شنگ، پِی‌رونگ و «پانگ یونگ» شکل می‌گیرد. پانگ یونگ، ژنرال پیشین در همان ارتش، عاشق پِی‌رونگ بود اما او در نهایت با وانگ ازدواج کرده است. در همین زمان، قتل‌های مرموزی در شهر رخ می‌دهد و قربانیان همگی دل‌شان بیرون کشیده شده است. پِی‌رونگ پس از شنیدن پیش‌گویی یک رمال که شیائووی را دیوی واقعی معرفی می‌کند و نیز دیدن زخمی بر بدن شیائووی که خونی از آن بیرون نمی‌آید، به او مشکوک می‌شود. او از پانگ یونگ کمک می‌خواهد. پانگ نیز با دختری جوان و کم‌تجربه به نام «شیا بِینگ» که شکارچی دیوهاست آشنا شده و با او همکاری می‌کند.
قتل‌ها در واقع کار «شیاویی»، یک روح آفتاب‌پرست است که به شیائووی دل‌باخته است و برای تأمین دل‌های انسانی مورد نیاز شیائووی دست به جنایت می‌زند. شیاویی چندین بار با پانگ یونگ و سربازانش درگیر می‌شود و هربار با زحمت می‌گریزد. در حالی که پانگ یونگ و شیا بِینگ به خانه وانگ می‌روند و شیائووی را به دیو بودن متهم می‌کنند، شیائووی با موفقیت چهره انسانی‌اش را حفظ می‌کند، که باعث خشم پِی‌رونگ و شیا بِینگ می‌شود.
با نزدیک‌تر شدن شیائووی به وانگ شنگ، شیاویی دچار حسادت می‌شود و به وانگ حمله می‌کند، اما عقب رانده می‌شود. وقتی بار دیگر با شیائووی روبه‌رو می‌شود، شیائووی با خشم از او می‌خواهد که برود و تأکید می‌کند که عشق میان انسان و دیو ناممکن است. یک شب، پِی‌رونگ به‌طور تصادفی شاهد پوست‌انداختن شیائووی و ظاهر شدن چهره واقعی‌اش می‌شود. سپس شیائووی و پِی‌رونگ به توافقی می‌رسند: شیائووی دیگر کسی را نکشد و در مقابل، پِی‌رونگ جای همسر وانگ را به او می‌سپارد و مسئولیت قتل‌ها را نیز می‌پذیرد. شیائووی دارویی به پِی‌رونگ می‌دهد که پس از نوشیدن آن، مویش سفید و چهره‌اش شیطانی می‌شود. مردم شهر با دیدن ظاهر پِی‌رونگ، او را دیو پنداشته و قصد کشتنش را دارند، اما پانگ یونگ و شیا بِینگ سر می‌رسند و او را نجات داده، به غاری می‌برند.
پانگ و شیا پی می‌برند که پِی‌رونگ با زهری کشنده مسموم شده و هرچه رنگ زهر روشن‌تر شود، مرگش نزدیک‌تر است. اندکی بعد، وانگ شنگ و همراهانش از جمله شیائووی، به غار می‌رسند. وانگ سوگند یاد می‌کند که اگر پِی‌رونگ دیو باشد و قاتل، او را خواهد کشت؛ اما هم‌زمان به عشقش به پِی‌رونگ نیز اعتراف می‌کند. پِی‌رونگ خود را با خنجری که وانگ در دست دارد می‌کشد و در آغوش او جان می‌دهد. شیائووی می‌کوشد دل وانگ را به دست آورد اما وانگ فقط در سوگ همسرش می‌گرید. در این لحظه، شیائووی درمی‌یابد که وانگ هرگز او را دوست نخواهد داشت.
پانگ یونگ فریاد می‌زند که شیائووی دیو واقعی است و به او حمله می‌کند اما بدن شیائووی مانند فولاد سخت است. وانگ از شیائووی می‌خواهد که پِی‌رونگ را زنده کند. شیائووی از او می‌پرسد در مقابل چه چیزی خواهد گرفت؟ وانگ می‌گوید که او را دوست دارد اما همسرش پِی‌رونگ است، و سپس خودکشی می‌کند. شیائووی با دل‌شکستگی فریاد می‌زند و چهره واقعی‌اش را نمایان می‌سازد. او با استفاده از نیروی جادویی‌اش که به شکل گویی در می‌آید می‌کوشد وانگ را زنده کند، اما شیاویی دخالت کرده، گوی را می‌رباید و از شیائووی می‌خواهد تا به خانه بازگردد. پانگ و شیا بِینگ با شیاویی می‌جنگند و او را می‌کشند، اما پانگ نیز کشته می‌شود. شیائووی دو گوی جادویی را از بدن شیاویی بیرون می‌کشد و با آن‌ها همه مردگان در غار را زنده می‌کند.
پیش از پایان فیلم، شیائووی در قالب روباه سفید دیده می‌شود؛ او دیگر قدرت‌های پیشینش را ندارد چون آن‌ها را برای نجات جان پِی‌رونگ و وانگ شنگ فدا کرده است.